# 3I/ATLAS
3I/ATLAS (tudi C/2025 N1 (ATLAS), prva začasna oznaka A11pl3Z) je medzvezdni komet, ki ga je 1. julija 2025 ob približevanju Osončju zaznal ATLAS – samodejni sistem za opozarjanje pred asteroidi, ki bi lahko zadeli Zemljo, v kraju Río Hurtado v Čilu. Ob odkritju je bil na razdalji 4,5 AU (670 milijon km) od Sonca, z relativno hitrostjo 61 km/s na gravitacijsko nevezanem hipeboličnem tiru okrog Sonca z izsrednostjo 6,15±0,01. Je tretje odkrito medzvezdno telo, ki potuje skozi Osončje, po kometih 1I/ʻOumuamua (odkrit 19. oktobra 2017) in 2I/Borisov (odkrit 29. avgusta 2019).
Ker gre za aktiven komet z ovojem iz prahu, je velikost njegovega jedra negotova. Premer jedra ocenjujejo med 0,8 in 24 km, najverjetneje pa je na spodnjem delu tega razpona. 3I/ATLAS bo dosegel prisončje 29. oktobra 2025 na razdalji 1.358 ± 0.002 AU (203.150 ± 300 milijon km) od Sonca. Na veliki razdalji od Sonca bo njegova hiperbolična presežna hitrost 58 km/s relativno na Sonce. Njegov navidezni sij verjetno ne bo presegel 11,5, zato za povprečnega opazovalca s 50-mm daljnogledom z Zemlje tudi ob najbližji oddaljenosti 1.799 ± 0.007 AU (269.100 ± 1.000 milijon km) 19. decembra 2025 ne bo viden.